# 미국 미술 위원회

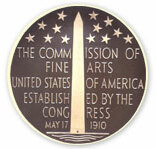

미국 미술 위원회(U.S. Commission of Fine Arts, CFA)는 미국 연방 정부의 독립 기관으로, 1910년에 설립되었다. CFA는 워싱턴 D.C. 내의 모든 건설물의 "디자인과 미학"에 대한 검토(승인 권한은 없음) 권한을 가진다. 옛 조지타운법에 따라 CFA는 옛 조지타운 이사회(Old Georgetown Board)를 임명한다. 옛 조지타운 이사회는 조지타운 역사 지구 경계 내의 모든 준공공 및 사설 건물에 대한 디자인 검토 권한을 가진다. CFA는 십스테드-루스법에 의해 미국 국회의사당, 백악관, 국회의사당에서 백악관까지 이어지는 펜실베이니아 애비뉴 북서쪽, 래피어트 스퀘어, 록 크릭 공원, 미국 국립동물원, 록 크릭 앤 포토맥 파크웨이, 포토맥 공원, 내셔널 몰 및 그 구성 공원들의 부지에 접하거나 인접한 공공 및 사설 건물의 디자인 및 높이에 대한 승인(단순 검토가 아님) 권한을 부여받았다.
CFA의 권한은 미국 국회의사당, 미국 의회도서관 또는 의회 건축가가 감독하는 다른 자산 및 장소에는 적용되지 않는다.

## CFA의 형성
조지 워싱턴 대통령은 컬럼비아 특별구 정부에 건축 디자인과 도시 계획을 규제할 권한을 부여했다. 이 권한은 1822년 제임스 먼로 대통령에 의해 중단되었다. 1893년 시카고에서 열린 1893년 만국 박람회 이후, 코스모스 클럽(Cosmos Club)과 미국 건축가 협회는 공공 예술 연맹(Public Art League)이라는 새로운 조직을 결성했으며, 그 목적은 연방 정부의 예술 및 건축 디자인 승인 또는 구매를 위한 새로운 연방 정부 기관 설립을 로비하는 것이었다. 1897년 의회에서 법안이 제안되었지만, 의원들이 의회가 엽관제의 일환으로 위원회를 부여하는 능력을 거부할 수 있는 기관이 아니라 자문위원회를 원했기 때문에 통과되지 못했다.
1900년, 미국 의회는 워싱턴 D.C.의 개발, 특히 내셔널 몰과 인근 지역에 대한 상충되는 비전을 조정하기 위해 상원 공원 위원회(위원장인 상원의원 제임스 맥밀런(R-MI)의 이름을 따서 "맥밀런 위원회"라고도 함)를 만들었다. 도시 개발에 대한 위원회의 계획은 대중적으로 맥밀런 계획으로 알려져 있으며, 래피어트 광장의 모든 주거지와 기타 건물을 철거하고 광장 주변에 높고 신고전주의 양식의 정부 청사를 백색 대리암 외벽으로 지어 행정부 사무실을 수용할 것을 제안했다. 또한 내셔널 몰의 북쪽과 남쪽에 넓은 공간을 확보하고, 일부 거리를 재조정하며, 몰을 따라 주요 신축 박물관과 공공 건물을 건설할 것을 제안했다. 위원회는 또한 특별구의 공원 시스템을 크게 확장하고, 공원도로 시스템을 만들며, 기존 공원의 광범위한 리노베이션 및 미화 작업을 제안했다. 다음 몇 년 동안 대통령과 의회는 맥밀런 계획을 실행하기 위해 컬럼비아 특별구에 신축 건물의 승인, 설계 및 건설을 감독할 몇몇 새로운 기관을 설립했다: 1910년 새로운 구조물의 디자인을 검토하고 조언할 미술 위원회, 1916년 연방 기관 및 사무실을 수용할 건물의 건설에 관한 권고를 할 공공 건물 위원회, 1924년 특별구 계획을 감독할 국립 수도 공원 및 계획 위원회
1909년 1월 11일, 미국 건축가 협회(AIA) 위원회는 시어도어 루스벨트 대통령에게 건축, 교량, 회화, 공원, 조각 및 디자인이 필요한 기타 예술 작품에 대해 정부에 조언할 독립적인 연방 기관을 설립해 달라고 요청했다. 루스벨트는 같은 날 제안에 동의하며 답신했다. 1909년 1월 19일, 루스벨트는 행정명령 1010호를 발표하여 미술 위원회(Council of Fine Arts)를 설립했다. 그는 AIA에 위원회에 30명을 지명해 달라고 요청했으며, 미국 내각에 건축, 건물 부지 선정, 조경, 회화 및 조각 문제에 대해 위원회의 조언을 구할 것을 지시했다. 위원회는 1909년 2월 9일에 단 한 번 회의를 가졌으며, 이 회의에서 (맥밀런 위원회가 제안한) 링컨 기념관 부지를 승인했다.
윌리엄 하워드 태프트는 1909년 3월에 대통령으로 취임했다. 태프트는 1909년 5월 21일 행정명령 1010호를 폐지했다. 태프트의 행동에 대한 설명은 다양하다. 역사학자 수 콜러(Sue Kohler)와 크리스토퍼 토마스(Christopher Thomas)는 태프트가 미술 위원회 아이디어를 지지했지만, 입법에 근거를 두기를 원했다고 진술한다. 그러나 워싱턴 포스트의 당시 보도는 위원회가 논란이 많았고, 의회가 법으로 설립되지 않은 연방 기관에 대한 자금 지출을 금지하는 법안을 통과시켰다고 지적했다. 신문은 이 법안이 미술 위원회에 대한 자금 지원을 중단하기 위한 것이었다고 보도했다.
1909년 후반, 상원의원 엘리후 루트(R-NY)는 자문 미술 위원회를 설립하는 법안을 작성했다. 하원의원 새뮤얼 W. 맥콜(Samuel W. McCall, R-MA)은 법안 H.R. 19962를 미국 하원에 제출했다. 하원은 1910년 2월 9일 이 법안을 통과시켰다. 하원 법안은 위원회 위원들이 상원의 승인을 받도록 하고, 임기를 4년으로 하며, 자격을 "평판 좋은" 예술가로 규정했다. 모든 예술 및 디자인 문제에 대한 자문 역할 외에도, 위원회는 기념물 및 동상 부지 선정에 대한 최종 결정권을 부여받았다. 루트는 상원을 통해 하원 법안을 처리했다. 하원 의장 조지프 거니 캐넌은 이 법안에 반대했고, 이 법안은 도서관 위원회에 묶여 있었다. 그러나 3월 중순, 일부 이탈한 공화당원들이 민주당원과 힘을 합쳐 캐넌 의장의 권한을 상당 부분 박탈했다. 미술 위원회 법안은 빠르게 위원회를 통과하여 상원 표결에 상정되었다.
상원은 법안을 수정하여 1910년 5월 3일 통과시켰다. 사망한 지 50년이 지나지 않은 사람의 동상을 금지하는 한 가지 수정안은 부결되었다. 상원은 위원들의 자격을 7명의 "미술 분야에서 자격이 충분한 심사위원"으로 변경했다. 기념물 및 동상 부지 선정에 대한 위원회의 권한을 삭제하고, 이 권한을 자문 역할로만 제한했다. 또한 법에 의해 다루어지는 항목 유형에 분수를 추가했다. 5월 9일 협의회 위원회에서 하원 협의회 위원들은 상원 수정안에 동의했다. 그들은 또한 상원 협의회 위원들에게 위원회 위원들이 상원의 승인을 받아야 한다는 요건을 삭제하는 승인을 얻었다. 또한 위원회가 (요청 시) 미국 국회의사당 및 미국 의회도서관 건물에 대해 조언할 수 있도록 하는 명확화 문구가 법안에 추가되었다. 수정된 H.R. 19962는 5월 12일 하원을 통과했고, 5월 17일 상원을 통과했다. 태프트는 그 직후 공법 61-181 (40 U.S.C. 104, 36 Stat. 371)에 서명했다.
태프트 대통령은 1910년 6월 13일 위원회 7명의 위원을 임명했다. 태프트는 건축가 대니얼 버넘을 의장으로 임명했다.
1910년 CFA를 설립하는 법안은 위원회에 기념물 및 기념물 부지 선정에 대해서만 조언을 제공할 권한을 부여했다. 1910년 10월, 윌리엄 하워드 태프트 대통령은 행정명령 1259호 (1910년 10월 25일)를 발표하여 컬럼비아 특별구에 세워지는 모든 새로운 공공 건물이 CFA의 검토를 받도록 요구했다. 1913년 11월 28일, 우드로 윌슨 대통령은 행정명령 1862호를 발표하여 CFA의 자문 권한을 "도시의 외관에 중요하게 영향을 미치는 모든 새로운 구조물... 또는 예술과 관련된 문제로 연방 정부가 관련된 경우"까지 확대했다. 1921년 7월 28일 워런 G. 하딩 대통령이 발표한 행정명령 3524호는 CFA의 검토 범위를 동전, 분수, 휘장, 메달, 기념물, 공원, 동상의 디자인까지 더욱 확대했으며, 이는 연방 정부나 컬럼비아 특별구 정부가 건설하거나 발행하는 것 모두를 포함한다.

## 위원회 구성원
2021년 5월, 조 바이든 미국 대통령은 도널드 트럼프가 4년 임기로 임명한 4명의 백인 남성 위원(그 중 한 명은 유대인 의장인 저스틴 슈보우)을 해임했다. 이는 워싱턴 D.C. 부시장의 "오늘날 우리의 환경을 형성하는 차별의 유산을 치유하기 위해 우리의 다양성을 포용하고 형평성을 증진해야 한다"는 불만에 따른 것이었다. 2018년 10월에 임명된 슈보우는 "위원회 110년 역사상 어떤 위원도 대통령에 의해 해임된 적이 없다"고 말했다. 2022년 3월, 바이든 대통령은 트럼프가 임명한 로드니 밈스 쿡 주니어(Rodney Mims Cook, Jr.) 위원을 4년 임기 만료 전에 해임했다.
미술 위원회는 대통령이 임명하는 7명의 위원으로 구성된다. 임명은 상원의 승인을 필요로 하지 않는다. 위원회 위원들은 4년 임기로 봉사하며, 임기 제한은 없다. 2024년 6월 현재 위원회 구성원은 다음과 같다:
- 브루스 레드맨 베커(Bruce Redman Becker, 2024년 5월 13일 임명). 베커는 베커 + 베커의 사장이다.
- 윌리엄 J. 레니한(William J. Lenihan, 2024년 5월 13일 임명). 레니한은 티보 아키텍처의 대표 파트너이다.
- 빌리 치엔(2021년 6월 9일 임명). 치엔은 토드 윌리엄스 빌리 치엔 건축사의 창립 파트너이다.
- 헤이즐 루스 에드워즈(Hazel Ruth Edwards, 2021년 6월 9일 임명). 에드워즈는 하워드 대학교 건축학과 학과장이다.
- 피터 D. 쿡(Peter D. Cook, 2021년 6월 9일 임명). 쿡은 HGA의 대표이다.[31]
- 리사 E. 델플레이스(Lisa E. Delplace, 2022년 4월 7일 임명). 델플레이스는 조경 건축 회사인 외메, 반 스위든 앤 어소시에이츠의 이사이자 CEO 명예직이다.
- 저스틴 개릿 무어(Justin Garrett Moore, 2021년 6월 9일 임명). 무어는 멜론 재단의 휴머니티 인 플레이스 프로그램(Humanities in Place program)을 이끌고 있다.

### CFA 의장
위원들은 위원 중 한 명을 의장으로, 다른 한 명을 부의장으로 선출한다. 2022년 5월 현재 12명이 미술 위원회 의장을 역임했다. 이들과 의장 재임 기간(위원 재임 기간과 다를 수 있음)은 다음과 같다:
1. 대니얼 H. 버넘, 1910–1912
2. 대니얼 체스터 프렌치, 1912–1915
3. 찰스 무어, 1915–1937
4. 길모어 데이비드 클라크, 1937–1950
5. 데이비드 E. 핀리 주니어, 1950–1963
6. 윌리엄 월튼, 1963–1971
7. J. 카터 브라운, 1971–2002
8. 해리 G. 로빈슨 3세, 2002–2003
9. 데이비드 차일즈, 2003–2005
10. 얼 A. 파월 3세, 2005–2021
11. 저스틴 슈보우, 2021년 1월–5월[33]
12. 빌리 치엔, 2021년 6월–현재

## 전시회
2010년 5월, 워싱턴 D.C.의 국립 건축 박물관은 이 기관만을 위한 전시회를 열었다. 디자인의 한 세기: 미국 미술 위원회, 1910–2010이라는 제목의 이 전시회는 2010년 5월부터 7월까지 열렸다.

## 참고 자료
- American Federation of Arts. American Art Annual. New York: MacMillan Co., 1911.
- Bednar, Michael J. L'Enfant's Legacy: Public Open Spaces in Washington. Baltimore, Md.: Johns Hopkins University Press, 2006.
- Cannadine, David. Mellon: An American Life. Reprint ed. New York: Random House, Inc., 2008.
- "Commission of Fine Arts." Report No. 1292. United States Congressional Serial Set. Vol 3. 61st Cong., 2d sess. Washington, D.C.: U.S. Government Printing Office, 1910.
- Davis, Timothy. "Beyond the Mall: The Senate Park Commission's Plans for Washington's Park System." In Sue A. Kohler and Pamela Scott, eds. Designing the Nation's Capital: The 1901 Plan for Washington, D.C. Washington, D.C.: U.S. Commission of Fine Arts, 2006.
- Gutheim, Frederick Albert and Lee, Antoinette Josephine. Worthy of the Nation: Washington, DC, From L'Enfant to the National Capital Planning Commission. 2d ed. Baltimore: Johns Hopkins University Press, 2006.
- Joint Committee on the Library. Establishment of a National Botanical Garden: Hearing Before a Joint Committee on the Library. Part 1. 66th Cong., 2d sess. Washington, D.C.: U.S. Government Printing Office, 1920.
- Kohler, Sue A. The Commission of Fine Arts: A Brief History, 1910–1995. Washington, D.C.: United States Commission of Fine Arts, 1996.
- Kohler, Sue A. "The Commission of Fine Arts: Implementing the Senate Park Commission's Vision." In Sue A. Kohler and Pamela Scott, eds. Designing the Nation's Capital: The 1901 Plan for Washington, D.C. Washington, D.C.: U.S. Commission of Fine Arts, 2006.
- Luebke, Thomas E., ed. Civic Art:  A Centennial History of the U.S. Commission of Fine Arts. Washington, D.C.: U.S. Commission of Fine Arts, 2013.
- Moore, Charles. Daniel H. Burnham, Architect, Planner of Cities. Boston: Houghton Mifflin, 1921.
- Partridge, William T. and Helrich, Kurt G.F. "'Beloved Ancien': William T. Partridge's Recollections of the Senate Park Commission and the Subsequent Mall Development." In Sue A. Kohler and Pamela Scott, eds. Designing the Nation's Capital: The 1901 Plan for Washington, D.C. Washington, D.C.: U.S. Commission of Fine Arts, 2006.
- Peterson, Jon A. The Birth of City Planning in the United States, 1840–1917. Baltimore: Johns Hopkins University Press, 2003.
- Resnik, Judith and Curtis, Dennis E. Representing Justice: Invention, Controversy, and Rights in City-States and Democratic Courtrooms. New Haven: Yale University Press, 2011.
- Thomas, Christopher A. The Lincoln Memorial and American Life. Princeton, N.J.: Princeton University Press, 2002.